# Coloured Peak
Coloured Peak är en bergstopp i Antarktis. Den ligger i Västantarktis. Nya Zeeland gör anspråk på området. Toppen på Coloured Peak är 660 meter över havet.
Terrängen runt Coloured Peak är huvudsakligen kuperad, men norrut är den platt. Trakten är obefolkad. Det finns inga samhällen i närheten. 